# Copa Interamericana 1979
La Copa Interamericana 1979 est la 7e édition de la Copa Interamericana. Cet affrontement oppose le club paraguayen du Club Olimpia, vainqueur de la Copa Libertadores 1979 au Club Deportivo FAS, club salvadorien, vainqueur de la Coupe des champions de la CONCACAF 1979. 
Les rencontres ont lieu le 16 février 1980 et le 16 mars 1980. 
Le Club Olimpia remporte cette septième édition sur le score cumulé de huit buts à trois.

## Contexte
Le Club Olimpia affronte en finale de la Copa Libertadores Boca Juniors qui est le double tenant du titre de cette compétition. Olimpia gagne cette double confrontation (2-0 puis 0-0).
Pour sa part, le Club Deportivo FAS a battu le CRKSV Jong Colombia (1-1 puis 7-1) pour remporter la Coupe des champions de la CONCACAF 1979.

## Match aller
| 16 février 1980 | Club Deportivo FAS                             | 3 – 3 | Club Olimpia                         | Estadio Cuscatlán, San Salvador |  |
|                 | Casadei 58e · Abraham 69e (pen.) · Casadei 72e |       | 5e Solalinde · 28e Isasi · 60e Isasi |                                 |  |
|                 | Rapport                                        |       |                                      |                                 |  |

## Match retour
| 16 mars 1980 | Club Olimpia                                                             | 5 – 0 | Club Deportivo FAS | Estadio Defensores del Chaco, Asuncion              |                                                     |
|              | Aquino 12e · Ortiz 44e · Michelagnoli 58e · Ortiz 61e · Michelagnoli 81e |       |                    | Spectateurs : 18 516 Arbitrage : Edison Peréz-Núñez | Spectateurs : 18 516 Arbitrage : Edison Peréz-Núñez |
|              | Rapport                                                                  |       |                    | Spectateurs : 18 516 Arbitrage : Edison Peréz-Núñez | Spectateurs : 18 516 Arbitrage : Edison Peréz-Núñez |

| Club Olimpia :       |                |                      |     |
|                      |                |                      |     |
| 1                    | Gardien de but | Ever Hugo Almeida    |     |
| 2                    | D              | Alicio Solalinde     |     |
| 5                    | D              | Roberto Paredes      |     |
| 3                    | D              | Flaminio Sosa (it)   |     |
| 4                    | D              | Daniel Di Bartolomeo |     |
| 8                    | M              | Luis Torres          |     |
| 6                    | M              | Carlos Kiese         |     |
| 11                   | M              | Osvaldo Aquino (en)  |     |
| 7                    | A              | Evaristo Isasi       | 7e  |
| 9                    | A              | Carlos Yaluk         | 70e |
| 10                   | A              | Miguel Michelagnoli  |     |
| Remplaçants :        |                |                      |     |
|                      |                | Eduardo Ortiz        | 7e  |
|                      |                | J.Diaz               | 70e |
| Entraîneur :         |                |                      |     |
| Luis Alberto Cubilla |                |                      |     |

| Club Deportivo FAS :        |                |                         |     |
|                             |                |                         |     |
| 22                          | Gardien de but | Castillo                |     |
| 4                           | D              | Carlos Recinos          |     |
| 6                           | D              | Enriquez                | 20e |
| 2                           | D              | Jaime Rodríguez         |     |
| 3                           | D              | Guillermo Rodríguez Bou |     |
| 10                          | M              | A. Huezo                |     |
| 5                           | M              | Amado Abraham           |     |
| 8                           | M              | Álvarez                 |     |
| 11                          | A              | J. González             |     |
| 9                           | A              | David Cabrera           | 35e |
| 7                           | A              | Edgardo Erazo           |     |
| Remplaçants :               |                |                         |     |
|                             |                | Pichioni                | 20e |
|                             |                | Roberto Raúl Casadei    | 35e |
| Entraîneur :                |                |                         |     |
| Juan Francisco Barraza (en) |                |                         |     |